# Rügenbrückenlauf

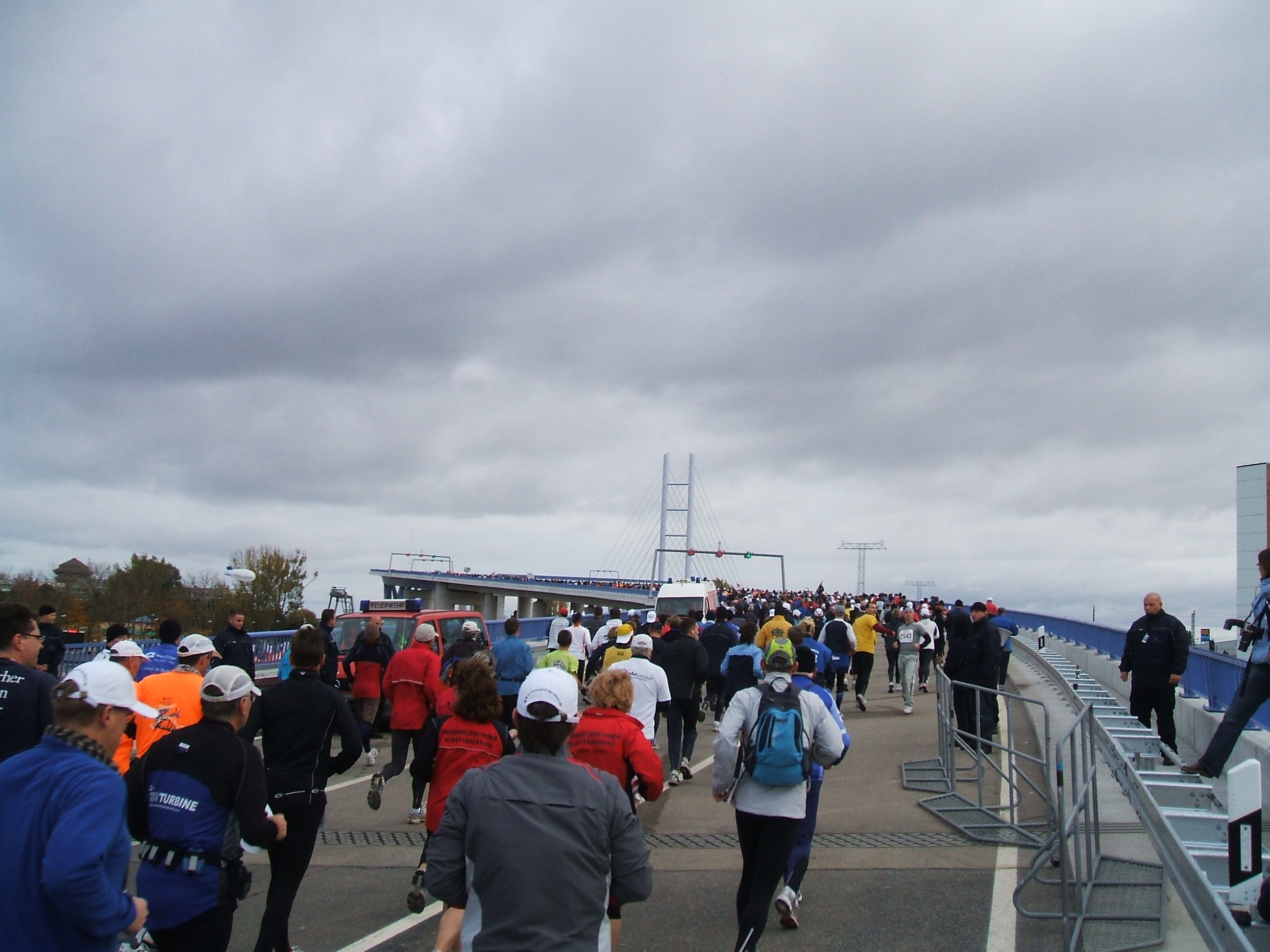
Rügenbrückenlauf im Oktober 2007

Der Rügenbrückenlauf oder auch Rügenbrücken-Marathon ist eine jährlich durchgeführte Laufsportveranstaltung in Stralsund sowie auf der Insel Rügen.
Erstmals zur Einweihung der Rügenbrücke zwischen Stralsund und der Insel Rügen wurde am 21. Oktober 2007 das Laufsportereignis, welches die Teilnehmer über den 2831 Meter langen Brückenzug der 42 Meter hohen Strelasundquerung führt, veranstaltet. Am 18. Mai 2008 fand das nächste Ereignis der Reihe statt, erstmals mit dem Rügenbrücken-Marathon. Seitdem wird die Veranstaltung alljährlich im Oktober durchgeführt.
Das Ziel der unterschiedlich langen Strecken ist jeweils vor dem Ozeaneum Stralsund im Hafen von Stralsund. Als Strecken für Läufer werden aktuell Marathon, Halbmarathon, 12 km und 6 km angeboten, für Kinder von 6 bis 13 Jahren gibt es einen Kinderlauf über 2 km. Der Marathon und der Halbmarathon werden seit 2008 angeboten. Die Strecke verläuft von Stralsund über Altefähr, Barnkewitz, Bessin und Rambin auf Rügen zurück über Bessin, Altefähr nach Stralsund.
Für Walker gibt es eine 6 und eine 12 km lange Strecke. Die Deutsche Angestellten-Krankenkasse als einer der Sponsoren hat die Veranstaltung in ihre Reihe DAK-Walking-Day aufgenommen.
Der Veranstalter der Sportveranstaltung ist der Sportbund der Hansestadt Stralsund. Seit 2012 ist auch die Sparkasse als Namenssponsor dabei.

## Teilnehmer und Ergebnisse

### Siegerliste Marathon
| Jahr | Männer                           | Zeit (Std.)                      | Frauen                           | Zeit (Std.)                      |
| ---- | -------------------------------- | -------------------------------- | -------------------------------- | -------------------------------- |
| 2024 | Reinardus van Wel                | 2:34:06                          | Lucie Machoy                     | 3:07:07                          |
| 2023 | wegen Sturm kurzfristig abgesagt | wegen Sturm kurzfristig abgesagt | wegen Sturm kurzfristig abgesagt | wegen Sturm kurzfristig abgesagt |
| 2022 | Tom Hartfil                      | 2:44:34                          | Sandra Petersohn - 5 -           | 3:20:49                          |
| 2021 | Peter Buchleitner                | 2:48:19                          | Sindy Hellwig                    | 3:29:16                          |
| 2020 | Rügenbrückenlauf ausgefallen     | Rügenbrückenlauf ausgefallen     | Rügenbrückenlauf ausgefallen     | Rügenbrückenlauf ausgefallen     |
| 2019 | Frank Profe                      | 2:58:30                          | Patricia Rolle                   | 3:22:59                          |
| 2018 | Christian Flügel                 | 2:45:20                          | Sandra Petersohn - 4 -           | 3:16:54                          |
| 2017 | Daniel Friebel                   | 2:49:48                          | Sandra Petersohn - 3 -           | 3:23:15                          |
| 2016 | Martin Schütt                    | 2:58:41                          | Sandra Petersohn - 2 -           | 3:12:54                          |
| 2015 | Pawel Grzonka                    | 2:34:04                          | Sandra Petersohn                 | 3:14:10                          |
| 2014 | Henrik Dankert                   | 3:07:02                          | Manuela Hofmann                  | 3:25:55                          |
| 2013 | Sebastian Nitsche                | 2:39:00                          | Angelika Schlender-Kamp          | 3:18:39                          |
| 2012 | Uwe Laenger - 3 -                | 2:40:56                          | Netti Scoor                      | 3:44:12                          |
| 2011 | Uwe Laenger - 2 -                | 2:47:20                          | Claudia Korkut                   | 3:11:36                          |
| 2010 | Uwe Laenger                      | 2:47:22                          | Anita Bollweg                    | 3:31:15                          |
| 2009 | Holger Radtke                    | 2:51:22                          | Sonja Beerbaum                   | 3:14:00                          |
| 2008 | Christian Nitschke               | 2:57:48                          | Kirsten Mechler                  | 3:36:43                          |
| 2007 | nicht stattgefunden              | nicht stattgefunden              | nicht stattgefunden              | nicht stattgefunden              |

Fettdruck: Streckenrekord

### Siegerliste Halbmarathon
| Jahr | Männer                       | Zeit (Std.)                  | Frauen                       | Zeit (Std.)                  |
| ---- | ---------------------------- | ---------------------------- | ---------------------------- | ---------------------------- |
| 2024 | Markus Liebelt               | 1:13:25                      | Yvonne Loock                 | 1:32:15                      |
| 2023 | Adrian Panse                 | 1:13:22                      | Lucy Machoy                  | 1:22:36                      |
| 2022 | Jan-Henrik Lange - 2 -       | 1:19:18                      | Viktoria Griewaldt           | 1:34:37                      |
| 2021 | Hannes Bergmann              | 1:13:58                      | Jutta Püttmann               | 1:39:23                      |
| 2020 | Rügenbrückenlauf ausgefallen | Rügenbrückenlauf ausgefallen | Rügenbrückenlauf ausgefallen | Rügenbrückenlauf ausgefallen |
| 2019 | Felix Kuschmierz - 2 -       | 1:14:51                      | Marie Hauer                  | 1:25:13                      |
| 2018 | Felix Kuschmierz             | 1:17:03                      | Laura Michell                | 1:30:41                      |
| 2017 | Martin Pankow                | 1:21:47                      | Elke Musial                  | 1:30:57                      |
| 2016 | Jan-Henrik Lange             | 1:19:56                      | Madlen Nehring               | 1:34:57                      |
| 2015 | Alexander Au                 | 1:18:13                      | Diana Zolondek - 2 -         | 1:38:40                      |
| 2014 | Sebastian Nitsche - 2 -      | 1:13:16                      | Britta Hagge                 | 1:29:14                      |
| 2013 | Michael Herr                 | 1:16:50                      | Beate Krecklow - 2 -         | 1:33:22                      |
| 2012 | Sebastian Nitsche            | 1:16:38                      | Diana Zolondek               | 1:36:50                      |
| 2011 | Shenja German                | 1:16:28                      | Beate Krecklow               | 1:29:38                      |
| 2010 | Paul Böttner                 | 1:24:28                      | Anita Ehrhardt               | 1:36:04                      |
| 2009 | Matthias Franz               | 1:22:43                      | Ewelina Dolna                | 1:34:20                      |
| 2008 | nicht stattgefunden          | nicht stattgefunden          | nicht stattgefunden          | nicht stattgefunden          |
| 2007 | nicht stattgefunden          | nicht stattgefunden          | nicht stattgefunden          | nicht stattgefunden          |

Fettdruck: Streckenrekord

### Teilnehmer
| Jahr | Gesamt      |
| ---- | ----------- |
| 2024 | 4400        |
| 2023 | …           |
| 2022 | …           |
| 2021 | …           |
| 2020 | ausgefallen |
| 2019 | …           |
| 2018 | 4199        |
| 2017 | 3970        |
| 2016 | 3539        |
| 2015 | 3242        |
| 2014 | 2938        |
| 2013 | …           |
| 2012 | 3387        |
| 2011 | 2786        |
| 2010 | 2900        |
| 2009 | 2834        |
| 2008 | 0791 Anm. 1 |
| 2007 | …           |